# فرودگاه شونایی
فرودگاه شونایی (به انگلیسی: Shonai Airport) یک فرودگاه همگانی با کد یاتا SYO است که یک باند فرود آسفالت بتن دارد و طول باند آن ۲۰۰۰ متر است. این فرودگاه در شهر ساکاتا کشور ژاپن قرار دارد .

## شرکت‌های هواپیمایی و مقصدهای پروازی
| شرکت‌های هواپیمایی | مقصدهای پروازی |
| ----------------- | -------------- |
| آل نیپون ایرویز   | هانه‌دا         |